# بالینگ
بالینگ (به لاتین: Baling) یک منطقهٔ مسکونی در مالزی است که در کداح واقع شده‌است.